# Hartmut Wenzel
Hartmut Wenzel (n. 23 februarie 1947, Berlin, Zona de ocupație sovietică – d. 24 august 2020) a fost un timonier ce a reprezentat Germania, medaliat olimpic. A participat la o ediție a Jocurilor Olimpice (1976) în care a câștigat o medalie de bronz.